# Huis te Echten
Het Huis te Echten is een havezate in Echten, bij Hoogeveen in de Nederlandse provincie Drenthe.
Al in de 14e eeuw is er sprake van een Hofstat van ene Volker van Echten. Het is echter niet zeker of deze Hofstat het latere Huis te Echten was. In het huidige huis zijn sporen aangetroffen, die waarschijnlijk uit de 15e eeuw dateren. Oorspronkelijk was het een zaalhuis, dat waarschijnlijk in het begin van de 18e eeuw werd verbouwd tot een huis rondom een binnenplaats, met twee vleugels aan de noord- en zuidzijde. Door een latere verbouwing in 1804-1808, vermoedelijk door de stadsarchitect van Kampen, Abraham Martinus Sorg, zijn veel van de vroegere bouwelementen verdwenen. De gracht om het gebouw dateert uit de periode voor 1700. Het huis was toen bereikbaar voor schuiten, die het huis konden bevoorraden. Later zijn er bij het gebouw de beide bouwhuizen aan de noord- en zuidzijde bijgebouwd. Hoewel er op een van deze gebouwen een torentje staat werden de kerkdiensten waarschijnlijk in een zaal van het huis zelf gehouden. Voor de reformatie werden de diensten verzorgd door de priester van de kerk van Koekange, gesticht door de heren van Echten. Na de reformatie werden de kerkdiensten in het Huis te Echten verzorgd door David Franzenius, een uit Silezië afkomstige predikant. Het Huis te Echten is tot 1971 bewoond geweest door de families van Echten en Van Holthe tot Echten. Na het overlijden van de laatste heer Van Echten trouwde zijn dochter Anna Geertruida in 1802 met Rudolph Otto van Holthe, die geboren was op de havezate Rheebruggen en die zich Van Holthe tot Echten ging noemen. Hij was onder meer gedeputeerde van Drenthe en een broer van Aalt Willem van Holthe van de havezate Oldengaerde. Hun nageslacht bleef het Huis te Echten bewonen. Onder hen bevonden zich de burgemeesters van Ruinen, vader en zoon Hendrik Gerard van Holthe tot Echten en Anne Willem van Holthe tot Echten.
In de periode 1976 tot 1981 werd het huis gerestaureerd door het Bureau Monumentenzorg van de provincie Drenthe. SInds 1976 is het Huis te Echten een werkplaats van de Stichting Visio (tot 1988 Mr H.P. van Heukelomstichting) voor visueel- en verstandelijk gehandicapten. Rondom het huis ligt een tuin waarin verscheidene palen staan opgesteld waaruit geluid komt. Hierdoor krijgt de tuin een meerwaarde voor de visueel gehandicapte bezoekers.

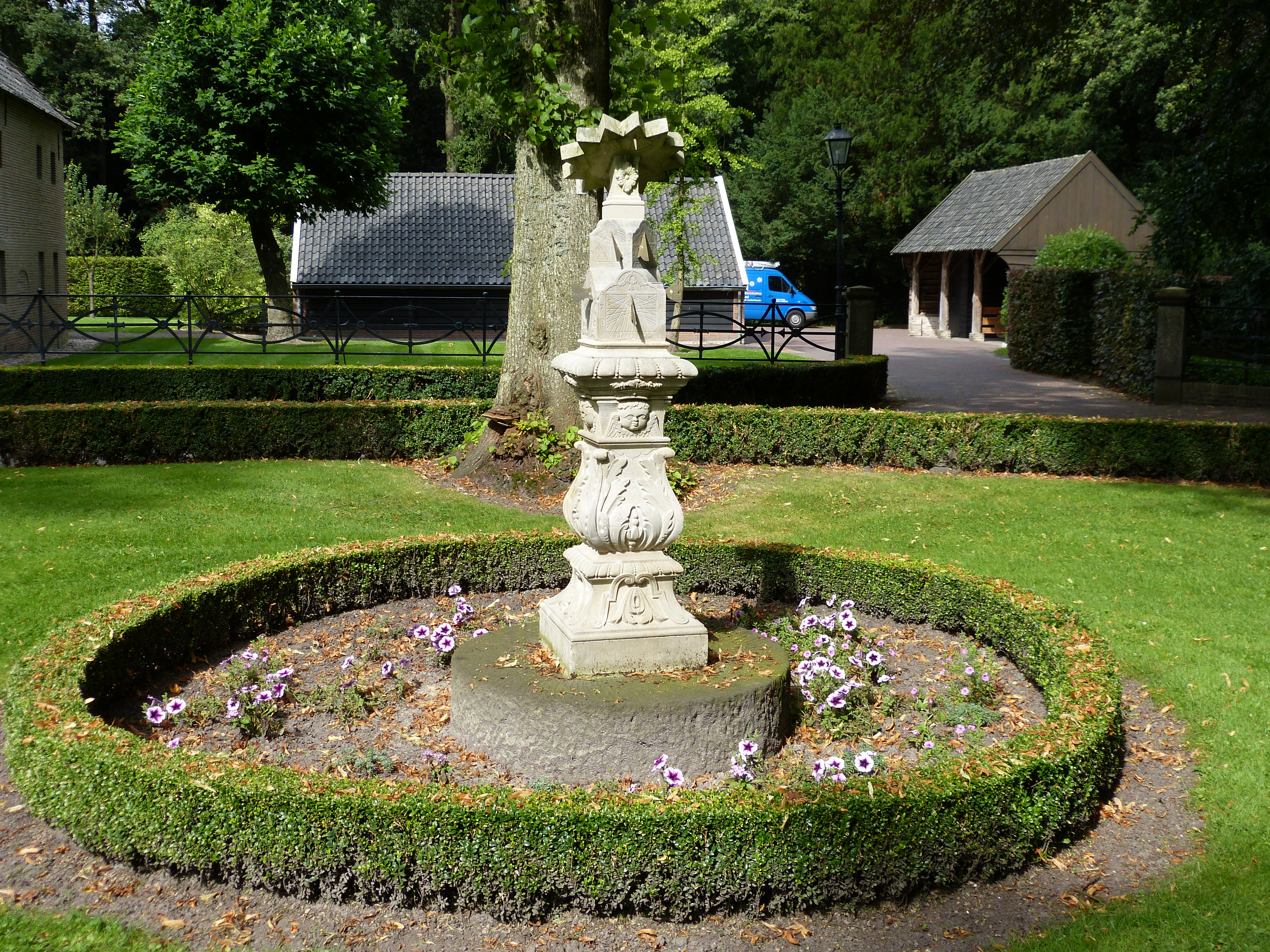
Unieke zonnewijzer in Lodewijk XIV-stijl uit het eerste kwart van de 19e eeuw met twaalfpuntige ster (evenwijdig aan de equator) met uurlijnen aan boven-, zij- en onderkant en daaronder twee diagonaal ten opzichte van elkaar geplaatste kubussen gericht op de 8 windstreken.
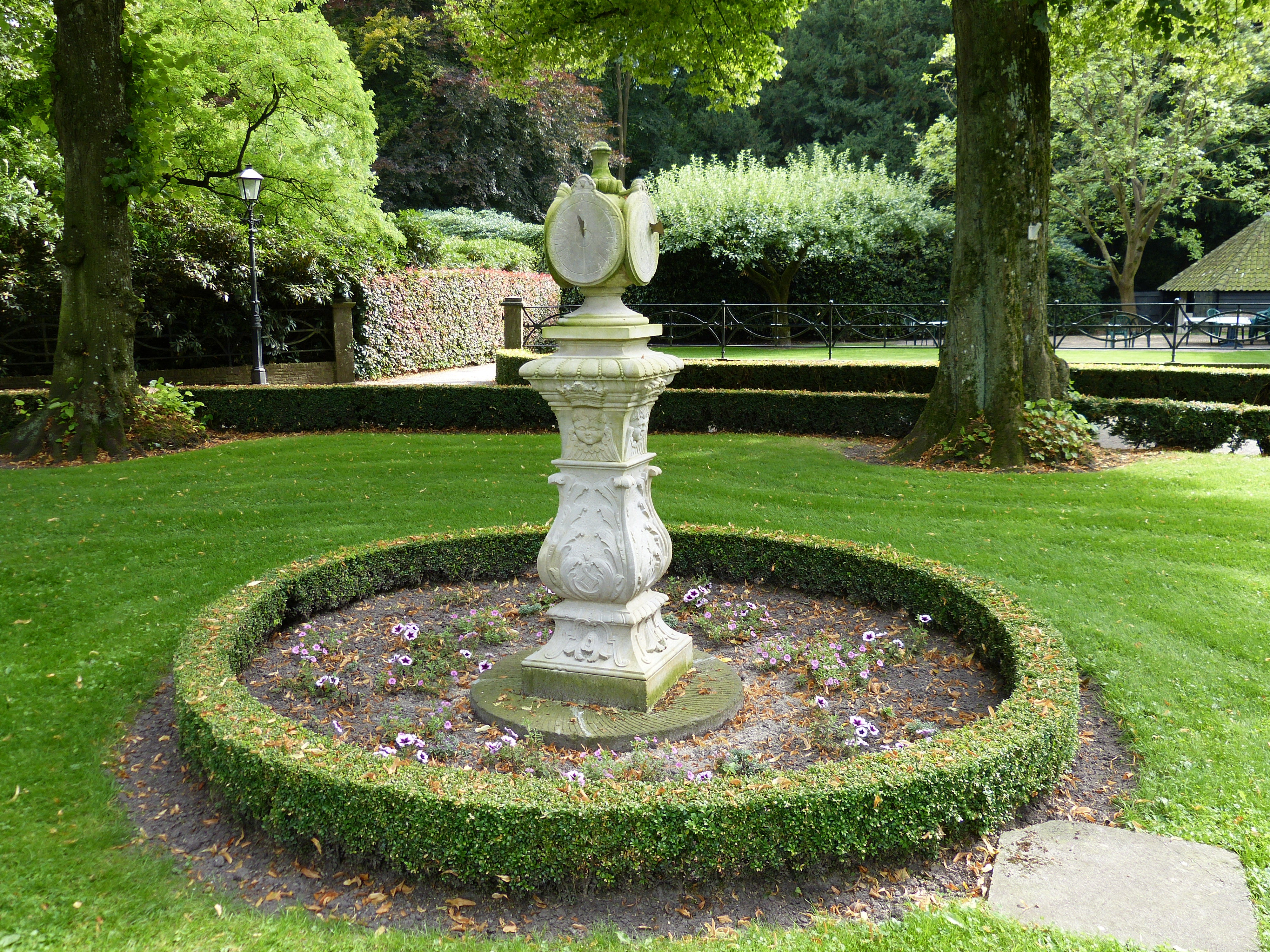
Tweede zonnewijzer met vier ovale wijzerplaten

Huis te Ansen · Batinge · Ter Borch · Huis ten Clooster · Kasteel van Coevorden · Dunningen · Huis te Echten · Entinge · Huis ter Hansouwe · Havixhorst · De Kinkhorst · De Klencke · Laarwoud · Lemferdinge · Mensinga · Mensinge · Oldengaerde · Oldenhave · Overcinge · Huis te Peize · Rheebruggen · Huis te Westervelde · Vledderinge · Westrup · Wittesheuvel